# Falda artesiana

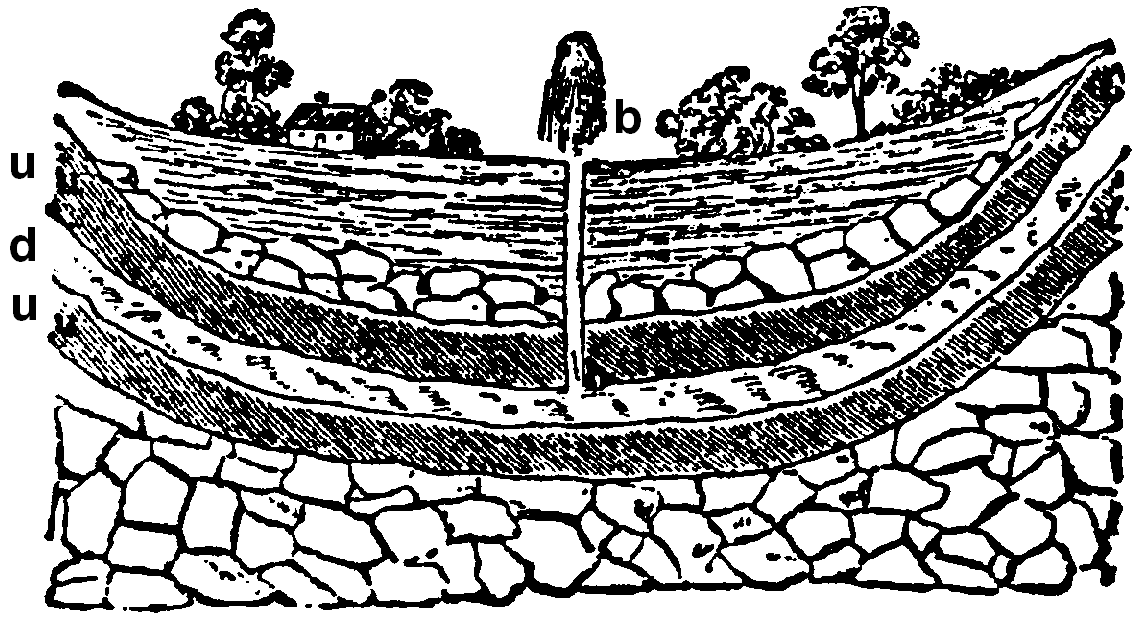
Raffigurazione della falda artesiana pubblicata nella Nordisk familjebok del 1876.

Per falda acquifera artesiana si intende una tipologia di falda acquifera di tipo confinato ovvero un corpo idrico  costituito dall'acqua, che occupa un certo quantitativo di rocce e/o sedimenti sfruttandone le fessure o i pori tra le particelle, circondato anche superiormente da materiali impermeabili (ad esempio argilla).

## Descrizione
Questo tipo di falda acquifera, dunque, è caratterizzato dal fatto che è confinata da tutte le parti da materiali che non permettono il passaggio dell'acqua. Questa situazione, da un punto di vista idraulico, è paragonabile a una condotta in pressione, dal momento che esiste una pressione dell'acqua all'interno della falda maggiore di quella atmosferica. Questo avviene perché il pelo libero del liquido (nel sottosuolo) ha una quota maggiore di tutti i punti della falda. È quindi possibile descrivere il moto dell'acqua all'interno della falda attraverso l'individuazione della linea piezometrica, cioè il luogo dei punti a pressione atmosferica.
Per questo motivo, al momento della creazione di un pozzo che perfora lo strato impermeabile superiore della falda, l'acqua tenderà a sgorgare verso l'alto, raggiungendo una quota direttamente proporzionale alla pressione presente all'interno della falda. L'acqua, cioè, tenderà a raggiungere la quota della linea piezometrica, che rappresenta la condizione di equilibrio.

### Attingimento da falda artesiana
Gli attingimenti da una falda artesiana possono avvenire mediante pozzi (artesiani).
Consideriamo il caso di una falda artesiana contenuta in uno strato permeabile orizzontale di spessore costante s, di estensione indefinita con coefficiente di permeabilità k costante. Nell'ipotesi che il pozzo, di diametro D, attraversi per l'intero spessore la falda artesiana, la portata emunta a seguito di un abbassamento Δ nel pozzo vale:
- Q = 2πskΔ/ln(2r/D)

dove r≥R è una distanza dal pozzo non inferiore al raggio di influenza R.
Il raggio di influenza R, cioè la distanza dal pozzo della zona di falda indisturbata, si può calcolare con la formula empirica di Sichard:
R = 3000 Δ sqr(k)
oppure con la formula di Kussakin:
R = 575 Δ sqr(k*s)